# 久和進
久和 進（きゅうわ すすむ、1949年6月22日 - ）は、日本の経営者。北陸電力社長、会長を務めた。富山県出身。

## 経歴・人物
1972年に京都大学工学部を卒業し、同年に北陸電力に入社した。2003年6月に執行役員に就任し、2004年6月に常務、2007年6月に副社長を経て、2010年4月に社長に就任。2015年6月に会長に就任。